# Gmina Międzylesie

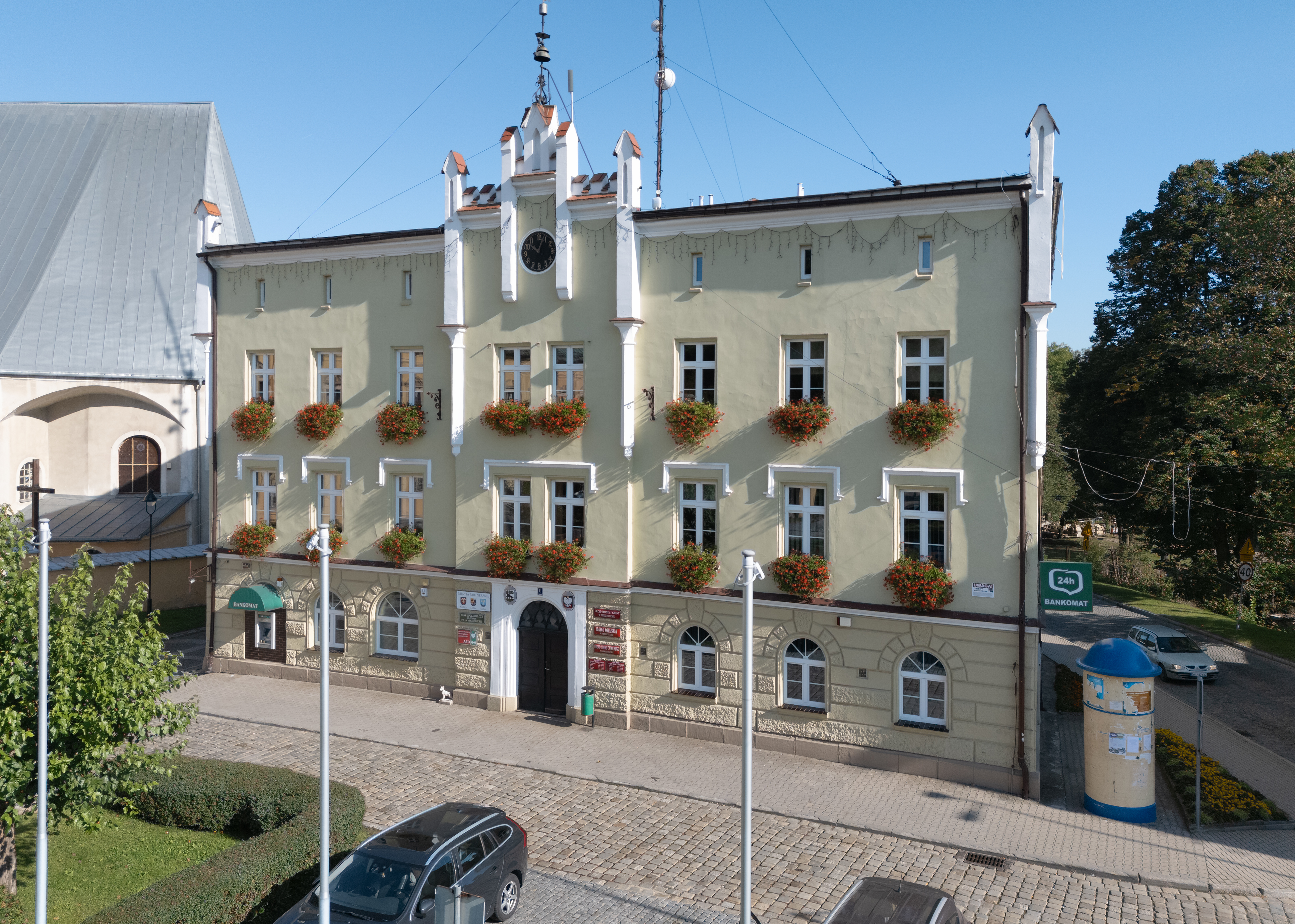
Rathaus in Międzylesie

Die Gmina Międzylesie ist eine Stadt- und Landgemeinde im Powiat Kłodzki der Woiwodschaft Niederschlesien in Polen. Ihr Sitz ist die gleichnamige Stadt (deutsch: Mittelwalde) mit etwa 2550 Einwohnern.

## Geographie

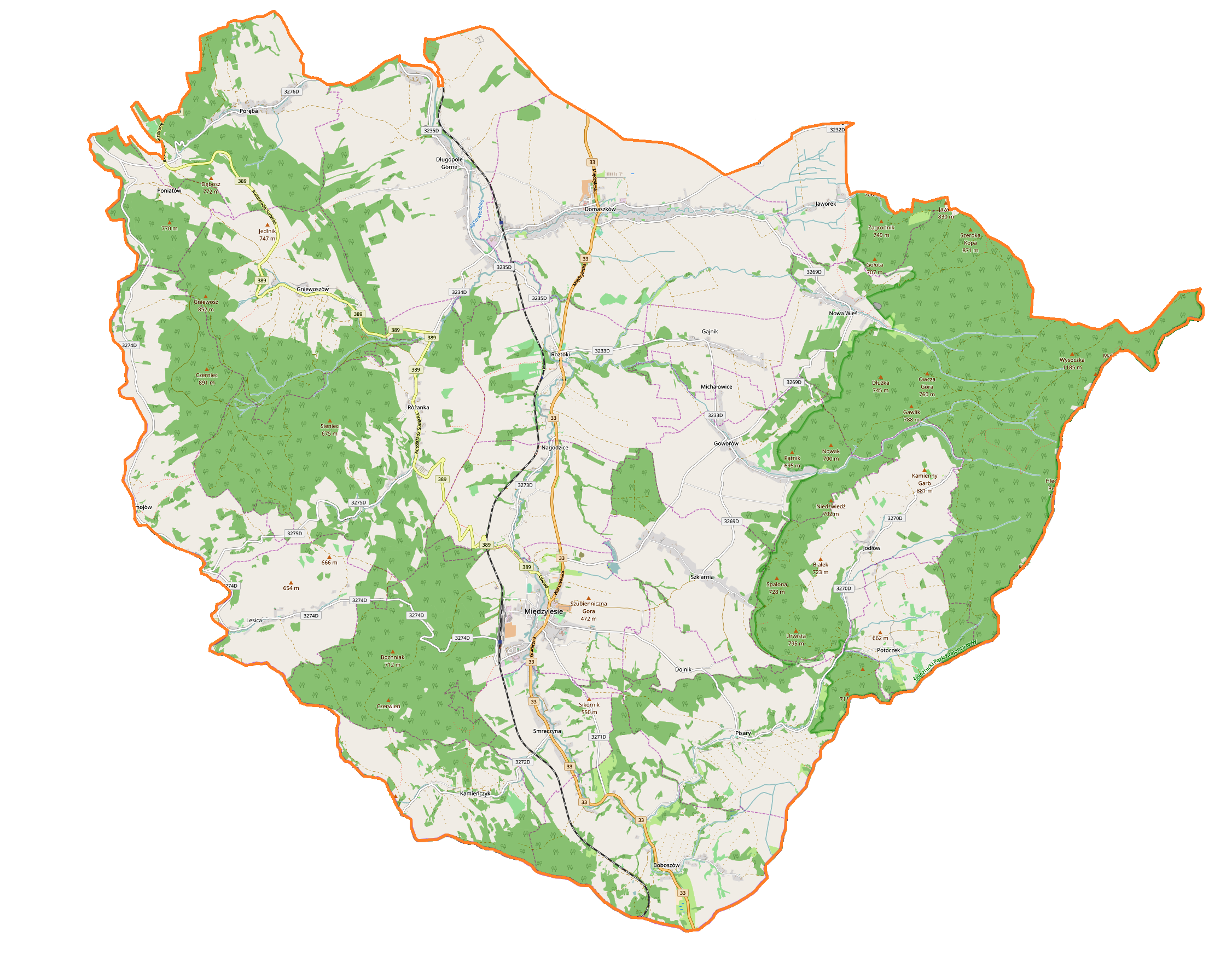
Karte der Gemeinde

Die Gemeinde liegt im äußersten Süden der Woiwodschaft Niederschlesien und grenzt außer im Norden an Tschechien. Nachbarstadt ist dort die Partnerstadt Králíky (Grulich). Nachbargemeinden in Polen sind Bystrzyca Kłodzka im Norden und Stronie Śląskie im Nordosten. Die Kreisstadt Kłodzko (Glatz) liegt etwa 25 Kilometer nördlich. Der Grenzübergang gehört zum Dorf Boboszów (Boboschau).
Die Gemeinde liegt im Süden des Glatzer Kessels. Die Berge gehören Im Westen zum  Habelschwerdter Gebirge und im Osten zum Glatzer Schneegebirge. Die höchste Erhebung des Gemeindegebiets ist mit 1326 m n.p.m. der Mały Śnieżnik (Kleiner Schneeberg) im Nordosten des Hauptortes. Wichtigstes Gewässer ist die Nysa Kłodzka (Glatzer Neiße) mit ihren kleineren Zuflüssen. Ein Teil des Gemeindegebiets gehört zum Landschaftsschutzpark Schneegebirge (Śnieżnicki Park Krajobrazowy).

## Partnerschaften
- Králíky, Tschechien
- Lohne, Deutschland

## Gliederung
Zur Stadt- und Landgemeinde Międzylesie gehören die Stadt selbst und neun Dörfer mit Schulzenämtern:
- Boboszów (Bobischau)
- Długopole Górne (Oberlangenau)
- Dolnik (Schönthal)
- Domaszków (Ebersdorf)
- Gajnik (Hain)
- Gniewoszów (Seitendorf)
- Goworów (Lauterbach)
- Jaworek (Urnitz)
- Jodłów (Thanndorf)
- Kamieńczyk (Steinbach)
- Lesica (Freiwalde)
- Michałowice (Michaelsthal)
- Nagodzice (Herzogswalde)
- Niemojów (Marienthal)
- Nowa Wieś (Neundorf)
- Pisary (Schreibendorf)
- Potoczek (Neißbach)
- Różanka (Rosenthal)
- Roztoki (Schönfeld)
- Smreczyna (Schönau)
- Szklarnia (Gläsendorf)

Die Ortschaft Czerwony Strumień (Rothflössel) ist eine Wüstung.